# Niżni Rakitowy Stawek
Niżni Rakitowy Stawek (słow. Nižné Rakytovské pliesko) – mały stawek położony na wysokości 1311 m n.p.m. wchodzący w skład grupy Rakitowych Stawków w słowackich Tatrach Wysokich. Znajduje się ok. 2 km na zachód od Szczyrbskiego Jeziora, w południowo-zachodniej części tarasu zwanego Smrekowicą. Pomiary pracowników TANAP-u z lat 1961–1967 wykazują, że ma powierzchnię 0,222 ha, wymiary 95 × 34 m i głębokość ok. 2,2 m.
Niżni Rakitowy Stawek podobnie jak Wyżni Rakitowy Stawek zmniejszył się zdecydowanie przez ostatnie dziesięciolecia. Wiąże się to ze stopniowym wysychaniem obydwu stawków. Stawki leżą nad lewym brzegiem Furkotnego Potoku, który przepływa nieopodal. Po huraganie, który miał miejsce w 2004 r. i zniszczył dużą część boru świerkowego, można go zobaczyć chociażby ze znakowanego czerwono szlaku turystycznego prowadzącego na Skrajne Solisko.
Zwany bywa niekiedy Smrekowickim Stawkiem I, lecz nazwa ta jest błędna i odnosi się do innej, pobliskiej grupy stawków zwanych Smrekowickimi Stawkami. Na wielu mapach zaznaczany jest jako Wyżni Rakitowy Stawek (Vyšné Rakytovské pliesko), a ten ostatni – jako Niżni.
Nazwa Rakitowych Stawków pochodzi od nazwy Rakitowego Wierchu, który znajduje się na południowy zachód od Niżniego Rakitowego Stawku.

## Szlaki turystyczne
– ścieżka edukacyjna Rakytovské plieska z rozdroża Jambrichowo nad Wyżni Rakitowy Stawek i przez Furkotny Potok z powrotem do rozdroża. Ścieżka nie dochodzi do brzegu Niżniego Rakitowego Stawku, ale jest on z niej widoczny. Czas przejścia: do stawku 45 min, cała pętla 2 h.